# Byrsonima roigii
Byrsonima roigii är en tvåhjärtbladig växtart som beskrevs av Ignatz Urban. Byrsonima roigii ingår i släktet Byrsonima och familjen Malpighiaceae. Inga underarter finns listade i Catalogue of Life.